# IBU-Cup 2011/12
Der IBU-Cup 2011/12 wurde zwischen dem 26. November 2011 und dem 11. März 2012 ausgetragen. Die Wettkämpfe waren international besetzt und nach dem Biathlon-Weltcup 2011/12 die zweithöchste Wettkampfserie im Biathlon.
Titelverteidiger der Gesamtwertung waren Wiktor Wassiljew bei den Männern und Franziska Hildebrand bei den Frauen. Ihnen folgten Benedikt Doll und Maren Hammerschmidt, die zwar jeweils kein Rennen für sich entscheiden konnten, aber dafür – anders als der überwiegende Großteil der weiteren führenden Athleten – bei allen 17 Wettbewerben starteten.
Wegen Schneemangels wurde der ursprünglich im schwedischen Idre vorgesehene Saisonauftakt nach Östersund verlegt.

## Männer

### Resultate
| 1. IBU-Cup in Östersund, 26. November 2011 – 27. November 2011 | 1. IBU-Cup in Östersund, 26. November 2011 – 27. November 2011 | 1. IBU-Cup in Östersund, 26. November 2011 – 27. November 2011 | 1. IBU-Cup in Östersund, 26. November 2011 – 27. November 2011 | 1. IBU-Cup in Östersund, 26. November 2011 – 27. November 2011 |
| -------------------------------------------------------------- | -------------------------------------------------------------- | -------------------------------------------------------------- | -------------------------------------------------------------- | -------------------------------------------------------------- |
| Datum                                                          | Disziplin                                                      | Erster Platz                                                   | Zweiter Platz                                                  | Dritter Platz                                                  |
| 26. November 2011 (Sa.)                                        | Sprint (10 km)                                                 | Dmitri Malyschko                                               | Alexander Trifonow                                             | Benedikt Doll                                                  |
| 27. November 2011 (So.)                                        | Sprint (10 km)                                                 | Jakov Fak                                                      | Timofei Lapschin                                               | Lars Helge Birkeland                                           |

| 2. IBU-Cup in Ridnaun, 10. Dezember 2011 – 11. Dezember 2011 | 2. IBU-Cup in Ridnaun, 10. Dezember 2011 – 11. Dezember 2011 | 2. IBU-Cup in Ridnaun, 10. Dezember 2011 – 11. Dezember 2011 | 2. IBU-Cup in Ridnaun, 10. Dezember 2011 – 11. Dezember 2011 | 2. IBU-Cup in Ridnaun, 10. Dezember 2011 – 11. Dezember 2011 |
| ------------------------------------------------------------ | ------------------------------------------------------------ | ------------------------------------------------------------ | ------------------------------------------------------------ | ------------------------------------------------------------ |
| Datum                                                        | Disziplin                                                    | Erster Platz                                                 | Zweiter Platz                                                | Dritter Platz                                                |
| 10. Dezember 2011 (Sa.)                                      | Einzel (20 km)                                               | Jean-Guillaume Béatrix                                       | Alexei Wolkow                                                | Sergei Kljatschin                                            |
| 11. Dezember 2011 (So.)                                      | Sprint (10 km)                                               | Mattia Cola                                                  | Frode Andresen                                               | Martin Eng                                                   |

| 3. IBU-Cup in Obertilliach, 16. Dezember 2011 – 17. Dezember 2011 | 3. IBU-Cup in Obertilliach, 16. Dezember 2011 – 17. Dezember 2011 | 3. IBU-Cup in Obertilliach, 16. Dezember 2011 – 17. Dezember 2011 | 3. IBU-Cup in Obertilliach, 16. Dezember 2011 – 17. Dezember 2011 | 3. IBU-Cup in Obertilliach, 16. Dezember 2011 – 17. Dezember 2011 |
| ----------------------------------------------------------------- | ----------------------------------------------------------------- | ----------------------------------------------------------------- | ----------------------------------------------------------------- | ----------------------------------------------------------------- |
| Datum                                                             | Disziplin                                                         | Erster Platz                                                      | Zweiter Platz                                                     | Dritter Platz                                                     |
| 16. Dezember 2011 (Fr.)                                           | Sprint (10 km)                                                    | Jewgeni Garanitschew                                              | Daniel Böhm                                                       | Nathan Smith                                                      |
| 17. Dezember 2011 (Sa.)                                           | Verfolgung (12,5 km)                                              | Jewgeni Garanitschew                                              | Daniel Böhm                                                       | Henrik L’Abée-Lund                                                |

| 4. IBU-Cup in Forni Avoltri, 7. Januar 2012 – 8. Januar 2012 | 4. IBU-Cup in Forni Avoltri, 7. Januar 2012 – 8. Januar 2012 | 4. IBU-Cup in Forni Avoltri, 7. Januar 2012 – 8. Januar 2012 | 4. IBU-Cup in Forni Avoltri, 7. Januar 2012 – 8. Januar 2012 | 4. IBU-Cup in Forni Avoltri, 7. Januar 2012 – 8. Januar 2012 |
| ------------------------------------------------------------ | ------------------------------------------------------------ | ------------------------------------------------------------ | ------------------------------------------------------------ | ------------------------------------------------------------ |
| Datum                                                        | Disziplin                                                    | Erster Platz                                                 | Zweiter Platz                                                | Dritter Platz                                                |
| 7. Januar 2012 (Sa.)                                         | Einzel (20 km)                                               | Erik Lesser                                                  | Lars Helge Birkeland                                         | Daniel Graf                                                  |
| 8. Januar 2012 (So.)                                         | Sprint (10 km)                                               | Erik Lesser                                                  | Frode Andresen                                               | Benedikt Doll                                                |

| 5. IBU-Cup in Haute-Maurienne, 11. Januar 2012 – 14. Januar 2012 | 5. IBU-Cup in Haute-Maurienne, 11. Januar 2012 – 14. Januar 2012 | 5. IBU-Cup in Haute-Maurienne, 11. Januar 2012 – 14. Januar 2012                   | 5. IBU-Cup in Haute-Maurienne, 11. Januar 2012 – 14. Januar 2012       | 5. IBU-Cup in Haute-Maurienne, 11. Januar 2012 – 14. Januar 2012     |
| ---------------------------------------------------------------- | ---------------------------------------------------------------- | ---------------------------------------------------------------------------------- | ---------------------------------------------------------------------- | -------------------------------------------------------------------- |
| Datum                                                            | Disziplin                                                        | Erster Platz                                                                       | Zweiter Platz                                                          | Dritter Platz                                                        |
| 11. Januar 2012 (Mi.)                                            | Staffel (4×7,5 km)                                               | NorwegenDag Erik Kokkin Jan Olav Gjermundshaug Frode Andresen Lars Helge Birkeland | UkraineAndrij Wosnjak Oleksandr Kolos Witalij Kiltschyzkyj Roman Pryma | DeutschlandFabian Bekelaer Benedikt Doll Matthias Bischl Daniel Graf |
| 13. Januar 2012 (Fr.)                                            | Sprint (10 km)                                                   | Ronny Hafsås                                                                       | René-Laurent Vuillermoz                                                | Lars Helge Birkeland                                                 |
| 14. Januar 2012 (Sa.)                                            | Verfolgung (12,5 km)                                             | Lars Helge Birkeland                                                               | Maxim Burtassow                                                        | Daniel Graf                                                          |

| 6. IBU-Cup in Canmore, 11. Februar 2012 – 12. Februar 2012 | 6. IBU-Cup in Canmore, 11. Februar 2012 – 12. Februar 2012 | 6. IBU-Cup in Canmore, 11. Februar 2012 – 12. Februar 2012 | 6. IBU-Cup in Canmore, 11. Februar 2012 – 12. Februar 2012 | 6. IBU-Cup in Canmore, 11. Februar 2012 – 12. Februar 2012 |
| ---------------------------------------------------------- | ---------------------------------------------------------- | ---------------------------------------------------------- | ---------------------------------------------------------- | ---------------------------------------------------------- |
| Datum                                                      | Disziplin                                                  | Erster Platz                                               | Zweiter Platz                                              | Dritter Platz                                              |
| 11. Februar 2012 (Sa.)                                     | Sprint (10 km)                                             | Nathan Smith                                               | Sergei Kljatschin                                          | Martin Eng                                                 |
| 12. Februar 2012 (So.)                                     | Sprint (10 km)                                             | Nathan Smith                                               | Friedrich Pinter                                           | Benedikt Doll                                              |

| 7. IBU-Cup in Canmore, 15. Februar 2012 – 16. Februar 2012 | 7. IBU-Cup in Canmore, 15. Februar 2012 – 16. Februar 2012 | 7. IBU-Cup in Canmore, 15. Februar 2012 – 16. Februar 2012 | 7. IBU-Cup in Canmore, 15. Februar 2012 – 16. Februar 2012 | 7. IBU-Cup in Canmore, 15. Februar 2012 – 16. Februar 2012 |
| ---------------------------------------------------------- | ---------------------------------------------------------- | ---------------------------------------------------------- | ---------------------------------------------------------- | ---------------------------------------------------------- |
| Datum                                                      | Disziplin                                                  | Erster Platz                                               | Zweiter Platz                                              | Dritter Platz                                              |
| 15. Februar 2012 (Mi.)                                     | Einzel (20 km)                                             | Ludwig Ehrhart                                             | Maxim Burtassow                                            | Rémi Borgeot                                               |
| 16. Februar 2012 (Do.)                                     | Sprint (10 km)                                             | Nathan Smith                                               | Friedrich Pinter                                           | Sergei Kljatschin                                          |

| 8. IBU-Cup in Altenberg, 8. März 2012 – 11. März 2012 | 8. IBU-Cup in Altenberg, 8. März 2012 – 11. März 2012 | 8. IBU-Cup in Altenberg, 8. März 2012 – 11. März 2012 | 8. IBU-Cup in Altenberg, 8. März 2012 – 11. März 2012 | 8. IBU-Cup in Altenberg, 8. März 2012 – 11. März 2012 |
| ----------------------------------------------------- | ----------------------------------------------------- | ----------------------------------------------------- | ----------------------------------------------------- | ----------------------------------------------------- |
| Datum                                                 | Disziplin                                             | Erster Platz                                          | Zweiter Platz                                         | Dritter Platz                                         |
| 8. März 2012 (Do.)                                    | Einzel (20 km)                                        | Sergei Kljatschin                                     | Erik Lesser                                           | Martin Eng                                            |
| 10. März 2012 (Sa.)                                   | Sprint (10 km)                                        | Erlend Bjøntegaard                                    | Alexander Loginow                                     | Bernhard Leitinger                                    |
| 11. März 2012 (So.)                                   | Verfolgung (12,5 km)                                  | Erik Lesser                                           | Alexander Loginow                                     | Bernhard Leitinger                                    |

### Wertungen
| Rang | Land              | Punkte | Siege |
| ---- | ----------------- | ------ | ----- |
| 01   | Benedikt Doll     | 541    |       |
| 02   | Maxim Burtassow   | 451    |       |
| 03   | Erik Lesser       | 437    | 3     |
| 04   | Sergei Kljatschin | 413    | 1     |
| 05   | Martin Eng        | 463    |       |
| 06   | Nathan Smith      | 338    | 3     |
| 07   | Dag Erik Kokkin   | 337    |       |
| 08   | Rémi Borgeot      | 325    |       |
| 09   | Matthias Bischl   | 324    |       |
| 10   | Daniel Graf       | 268    |       |

| Rang | Land                    | Punkte | Siege |
| ---- | ----------------------- | ------ | ----- |
| 11   | Lars Helge Birkeland    | 266    | 1     |
| 12   | Tobias Eberhard         | 256    |       |
| 13   | Henrik L’Abée-Lund      | 248    |       |
| 14   | Ludwig Ehrhart          | 240    | 1     |
| 15   | Jan Olav Gjermundshaug  | 227    |       |
| 16   | Florent Claude          | 226    |       |
| 17   | Johannes Kühn           | 224    |       |
| 18   | René-Laurent Vuillermoz | 223    |       |
| 19   | Bernhard Leitinger      | 218    |       |
| 20   | Friedrich Pinter        | 191    |       |

| Rang | Land                   | Punkte | Siege |
| ---- | ---------------------- | ------ | ----- |
| 01   | Maxim Burtassow        | 157    |       |
| 02   | Erik Lesser            | 143    | 1     |
| 03   | Ludwig Ehrhart         | 130    | 1     |
| 04   | Rémi Borgeot           | 127    |       |
| 05   | Martin Eng             | 112    |       |
| 06   | Dag Erik Kokkin        | 109    |       |
| 07   | Sergei Kljatschin      | 108    | 1     |
| 08   | Benedikt Doll          | 97     |       |
| 09   | Bernhard Leitinger     | 79     |       |
| 10   | Jan Olav Gjermundshaug | 61     |       |

| Rang | Land                 | Punkte | Siege |
| ---- | -------------------- | ------ | ----- |
| 01   | Benedikt Doll        | 368    |       |
| 02   | Nathan Smith         | 278    | 3     |
| 03   | Martin Eng           | 254    |       |
| 04   | Sergei Kljatschin    | 248    |       |
| 05   | Matthias Bischl      | 217    |       |
| 06   | Maxim Burtassow      | 208    |       |
| 07   | Erik Lesser          | 205    | 1     |
| 08   | Dag Erik Kokkin      | 172    |       |
| 09   | Lars Helge Birkeland | 152    |       |
| 10   | Friedrich Pinter     | 151    |       |

| Rang | Land               | Punkte | Siege |
| ---- | ------------------ | ------ | ----- |
| 01   | Benedikt Doll      | 105    |       |
| 02   | Henrik L’Abée-Lund | 91     |       |
| 03   | Erik Lesser        | 89     | 1     |
| 04   | Daniel Graf        | 88     |       |
| 05   | Maxim Burtassow    | 85     |       |
| 06   | Baptiste Jouty     | 74     |       |
| 07   | Florent Claude     | 70     |       |
| 08   | Tobias Eberhard    | 68     |       |
| 09   | Matthias Bischl    | 66     |       |
| 10   | Simon Desthieux    | 65     |       |

| Rang | Land        | Punkte | Siege |
| ---- | ----------- | ------ | ----- |
| 01   | Russland    | 5401   | 3     |
| 02   | Norwegen    | 5286   | 2     |
| 03   | Frankreich  | 5082   | 2     |
| 04   | Deutschland | 4851   | 2     |
| 05   | Österreich  | 4758   |       |
| 06   | Schweiz     | 3519   |       |
| 07   | Kanada      | 3472   | 3     |
| 08   | Italien     | 3436   | 1     |
| 09   | Ukraine     | 3308   |       |
| 10   | Bulgarien   | 3248   |       |

## Frauen

### Resultate
| 1. IBU-Cup in Östersund, 26. November 2011 – 27. November 2011 | 1. IBU-Cup in Östersund, 26. November 2011 – 27. November 2011 | 1. IBU-Cup in Östersund, 26. November 2011 – 27. November 2011 | 1. IBU-Cup in Östersund, 26. November 2011 – 27. November 2011 | 1. IBU-Cup in Östersund, 26. November 2011 – 27. November 2011 |
| -------------------------------------------------------------- | -------------------------------------------------------------- | -------------------------------------------------------------- | -------------------------------------------------------------- | -------------------------------------------------------------- |
| Datum                                                          | Disziplin                                                      | Erster Platz                                                   | Zweiter Platz                                                  | Dritter Platz                                                  |
| 26. November 2011 (Sa.)                                        | Sprint (7,5 km)                                                | Marie-Laure Brunet                                             | Krystyna Pałka                                                 | Marie Dorin-Habert                                             |
| 27. November 2011 (So.)                                        | Sprint (7,5 km)                                                | Kaisa Mäkäräinen                                               | Éva Tófalvi                                                    | Selina Gasparin                                                |

| 2. IBU-Cup in Ridnaun, 10. Dezember 2011 – 11. Dezember 2011 | 2. IBU-Cup in Ridnaun, 10. Dezember 2011 – 11. Dezember 2011 | 2. IBU-Cup in Ridnaun, 10. Dezember 2011 – 11. Dezember 2011 | 2. IBU-Cup in Ridnaun, 10. Dezember 2011 – 11. Dezember 2011 | 2. IBU-Cup in Ridnaun, 10. Dezember 2011 – 11. Dezember 2011 |
| ------------------------------------------------------------ | ------------------------------------------------------------ | ------------------------------------------------------------ | ------------------------------------------------------------ | ------------------------------------------------------------ |
| Datum                                                        | Disziplin                                                    | Erster Platz                                                 | Zweiter Platz                                                | Dritter Platz                                                |
| 10. Dezember 2011 (Sa.)                                      | Einzel (15 km)                                               | Anastassija Sagoruiko                                        | Paulina Bobak                                                | Jekaterina Glasyrina                                         |
| 11. Dezember 2011 (So.)                                      | Sprint (7,5 km)                                              | Sabrina Buchholz                                             | Jekaterina Schumilowa                                        | Nadine Horchler                                              |

| 3. IBU-Cup in Obertilliach, 16. Dezember 2011 – 17. Dezember 2011 | 3. IBU-Cup in Obertilliach, 16. Dezember 2011 – 17. Dezember 2011 | 3. IBU-Cup in Obertilliach, 16. Dezember 2011 – 17. Dezember 2011 | 3. IBU-Cup in Obertilliach, 16. Dezember 2011 – 17. Dezember 2011 | 3. IBU-Cup in Obertilliach, 16. Dezember 2011 – 17. Dezember 2011 |
| ----------------------------------------------------------------- | ----------------------------------------------------------------- | ----------------------------------------------------------------- | ----------------------------------------------------------------- | ----------------------------------------------------------------- |
| Datum                                                             | Disziplin                                                         | Erster Platz                                                      | Zweiter Platz                                                     | Dritter Platz                                                     |
| 16. Dezember 2011 (Fr.)                                           | Sprint (7,5 km)                                                   | Jekaterina Glasyrina                                              | Julija Dschyma                                                    | Sabrina Buchholz                                                  |
| 17. Dezember 2011 (Sa.)                                           | Verfolgung (10 km)                                                | Jekaterina Glasyrina                                              | Jekaterina Schumilowa                                             | Monika Hojnisz                                                    |

| 4. IBU-Cup in Forni Avoltri, 7. Januar 2012 – 8. Januar 2012 | 4. IBU-Cup in Forni Avoltri, 7. Januar 2012 – 8. Januar 2012 | 4. IBU-Cup in Forni Avoltri, 7. Januar 2012 – 8. Januar 2012 | 4. IBU-Cup in Forni Avoltri, 7. Januar 2012 – 8. Januar 2012 | 4. IBU-Cup in Forni Avoltri, 7. Januar 2012 – 8. Januar 2012 |
| ------------------------------------------------------------ | ------------------------------------------------------------ | ------------------------------------------------------------ | ------------------------------------------------------------ | ------------------------------------------------------------ |
| Datum                                                        | Disziplin                                                    | Erster Platz                                                 | Zweiter Platz                                                | Dritter Platz                                                |
| 7. Januar 2012 (Sa.)                                         | Einzel (15 km)                                               | Jacquemine Baud                                              | Maren Hammerschmidt                                          | Paulina Bobak                                                |
| 8. Januar 2012 (So.)                                         | Sprint (7,5 km)                                              | Anna Bulygina                                                | Nadine Horchler                                              | Marina Korowina                                              |

| 5. IBU-Cup in Haute-Maurienne, 11. Januar 2012 – 14. Januar 2012 | 5. IBU-Cup in Haute-Maurienne, 11. Januar 2012 – 14. Januar 2012 | 5. IBU-Cup in Haute-Maurienne, 11. Januar 2012 – 14. Januar 2012     | 5. IBU-Cup in Haute-Maurienne, 11. Januar 2012 – 14. Januar 2012                | 5. IBU-Cup in Haute-Maurienne, 11. Januar 2012 – 14. Januar 2012       |
| ---------------------------------------------------------------- | ---------------------------------------------------------------- | -------------------------------------------------------------------- | ------------------------------------------------------------------------------- | ---------------------------------------------------------------------- |
| Datum                                                            | Disziplin                                                        | Erster Platz                                                         | Zweiter Platz                                                                   | Dritter Platz                                                          |
| 11. Januar 2012 (Mi.)                                            | Staffel (4×6 km)                                                 | RusslandJana Romanowa Marina Korowina Natalja Sorokina Anna Bulygina | DeutschlandStefanie Hildebrand Maren Hammerschmidt Juliane Döll Nadine Horchler | FrankreichLaure Bosc Juliette Lazzarotto Claire Breton Anaïs Chevalier |
| 13. Januar 2012 (Fr.)                                            | Sprint (7,5 km)                                                  | Marina Korowina                                                      | Jana Romanowa                                                                   | Nadine Horchler                                                        |
| 14. Januar 2012 (Sa.)                                            | Verfolgung (10 km)                                               | Jana Romanowa                                                        | Nadine Horchler                                                                 | Agnieszka Cyl                                                          |

| 6. IBU-Cup in Canmore, 11. Februar 2012 – 12. Februar 2012 | 6. IBU-Cup in Canmore, 11. Februar 2012 – 12. Februar 2012 | 6. IBU-Cup in Canmore, 11. Februar 2012 – 12. Februar 2012 | 6. IBU-Cup in Canmore, 11. Februar 2012 – 12. Februar 2012 | 6. IBU-Cup in Canmore, 11. Februar 2012 – 12. Februar 2012 |
| ---------------------------------------------------------- | ---------------------------------------------------------- | ---------------------------------------------------------- | ---------------------------------------------------------- | ---------------------------------------------------------- |
| Datum                                                      | Disziplin                                                  | Erster Platz                                               | Zweiter Platz                                              | Dritter Platz                                              |
| 11. Februar 2012 (Sa.)                                     | Sprint (7,5 km)                                            | Marina Korowina                                            | Carolin Hennecke                                           | Juliane Döll                                               |
| 12. Februar 2012 (So.)                                     | Sprint (7,5 km)                                            | Marina Korowina                                            | Maren Hammerschmidt                                        | Yolaine Oddou                                              |

| 7. IBU-Cup in Canmore, 15. Februar 2012 – 16. Februar 2012 | 7. IBU-Cup in Canmore, 15. Februar 2012 – 16. Februar 2012 | 7. IBU-Cup in Canmore, 15. Februar 2012 – 16. Februar 2012 | 7. IBU-Cup in Canmore, 15. Februar 2012 – 16. Februar 2012 | 7. IBU-Cup in Canmore, 15. Februar 2012 – 16. Februar 2012 |
| ---------------------------------------------------------- | ---------------------------------------------------------- | ---------------------------------------------------------- | ---------------------------------------------------------- | ---------------------------------------------------------- |
| Datum                                                      | Disziplin                                                  | Erster Platz                                               | Zweiter Platz                                              | Dritter Platz                                              |
| 15. Februar 2012 (Mi.)                                     | Einzel (15 km)                                             | Marina Korowina                                            | Lanny Barnes                                               | Megan Heinicke                                             |
| 16. Februar 2012 (Do.)                                     | Sprint (7,5 km)                                            | Alexandra Alikina                                          | Juliane Döll                                               | Laure Bosc                                                 |

| 8. IBU-Cup in Altenberg, 8. März 2012 – 11. März 2012 | 8. IBU-Cup in Altenberg, 8. März 2012 – 11. März 2012 | 8. IBU-Cup in Altenberg, 8. März 2012 – 11. März 2012 | 8. IBU-Cup in Altenberg, 8. März 2012 – 11. März 2012 | 8. IBU-Cup in Altenberg, 8. März 2012 – 11. März 2012 |
| ----------------------------------------------------- | ----------------------------------------------------- | ----------------------------------------------------- | ----------------------------------------------------- | ----------------------------------------------------- |
| Datum                                                 | Disziplin                                             | Erster Platz                                          | Zweiter Platz                                         | Dritter Platz                                         |
| 8. März 2012 (Do.)                                    | Einzel (15 km)                                        | Ane Skrove Nossum                                     | Marina Korowina                                       | Stefanie Hildebrand                                   |
| 10. März 2012 (Sa.)                                   | Sprint (7,5 km)                                       | Juliane Döll                                          | Tiril Eckhoff                                         | Marina Korowina                                       |
| 11. März 2012 (So.)                                   | Verfolgung (10 km)                                    | Marina Korowina                                       | Tiril Eckhoff                                         | Walentina Nasarowa                                    |

### Wertungen
| Rang | Land                  | Punkte | Siege |
| ---- | --------------------- | ------ | ----- |
| 01   | Maren Hammerschmidt   | 527    |       |
| 02   | Marina Korowina       | 505    | 5     |
| 03   | Juliane Döll          | 369    | 1     |
| 04   | Nadine Horchler       | 364    |       |
| 05   | Jekaterina Schumilowa | 364    |       |
| 06   | Jacquemine Baud       | 349    | 1     |
| 07   | Paulina Bobak         | 331    |       |
| 08   | Jori Mørkve           | 330    |       |
| 09   | Claire Breton         | 312    |       |
| 10   | Carolin Hennecke      | 294    |       |

| Rang | Land                | Punkte | Siege |
| ---- | ------------------- | ------ | ----- |
| 11   | Tiril Eckhoff       | 288    |       |
| 12   | Jewgenija Sedowa    | 273    |       |
| 13   | Karolin Horchler    | 271    |       |
| 14   | Laure Bosc          | 264    |       |
| 15   | Yolaine Oddou       | 258    |       |
| 16   | Kadri Lehtla        | 258    |       |
| 17   | Jana Romanowa       | 252    | 1     |
| 18   | Stefanie Hildebrand | 251    |       |
| 19   | Melanie Schultz     | 243    |       |
| 20   | Alexandra Alikina   | 228    | 1     |

| Rang | Land                  | Punkte | Siege |
| ---- | --------------------- | ------ | ----- |
| 01   | Maren Hammerschmidt   | 146    |       |
| 02   | Marina Korowina       | 140    | 1     |
| 03   | Jacquemine Baud       | 138    | 1     |
| 04   | Paulina Bobak         | 113    |       |
| 05   | Laure Bosc            | 107    |       |
| 06   | Tracy Barnes          | 100    |       |
| 07   | Nadine Horchler       | 91     |       |
| 08   | Claire Breton         | 87     |       |
| 09   | Jekaterina Schumilowa | 83     |       |
| 10   | Birgitte Røksund      | 78     |       |

| Rang | Land                  | Punkte | Siege |
| ---- | --------------------- | ------ | ----- |
| 01   | Maren Hammerschmidt   | 332    |       |
| 02   | Marina Korowina       | 305    | 3     |
| 03   | Juliane Döll          | 233    | 1     |
| 04   | Nadine Horchler       | 219    |       |
| 05   | Jori Mørkve           | 210    |       |
| 06   | Jewgenija Sedowa      | 188    |       |
| 07   | Jekaterina Schumilowa | 184    |       |
| 08   | Jacquemine Baud       | 182    |       |
| 09   | Kadri Lehtla          | 168    |       |
| 10   | Carolin Hennecke      | 165    |       |

| Rang | Land                  | Punkte | Siege |
| ---- | --------------------- | ------ | ----- |
| 01   | Jana Romanowa         | 98     | 1     |
| 02   | Jekaterina Schumilowa | 97     |       |
| 03   | Tiril Eckhoff         | 90     |       |
| 04   | Maren Hammerschmidt   | 88     |       |
| 05   | Karolin Horchler      | 88     |       |
| 06   | Claire Breton         | 72     |       |
| 07   | Nicole Gontier        | 69     |       |
| 08   | Darja Jurkewitsch     | 69     |       |
| 09   | Juliane Döll          | 65     |       |
| 10   | Stefanie Hildebrand   | 64     |       |

| Rang | Land               | Punkte | Siege |
| ---- | ------------------ | ------ | ----- |
| 01   | Russland           | 5544   | 8     |
| 02   | Deutschland        | 5368   | 2     |
| 03   | Norwegen           | 5016   | 1     |
| 04   | Frankreich         | 4961   | 2     |
| 05   | Kanada             | 3625   |       |
| 06   | Belarus            | 3326   |       |
| 07   | Vereinigte Staaten | 3284   |       |
| 08   | Schweden           | 3235   |       |
| 09   | Ukraine            | 3212   |       |
| 10   | Italien            | 3151   |       |

## Mixed-Wettbewerbe

### Resultate
| 3. IBU-Cup in Obertilliach, 14. Dezember 2011 – 17. Dezember 2011 | 3. IBU-Cup in Obertilliach, 14. Dezember 2011 – 17. Dezember 2011 | 3. IBU-Cup in Obertilliach, 14. Dezember 2011 – 17. Dezember 2011                      | 3. IBU-Cup in Obertilliach, 14. Dezember 2011 – 17. Dezember 2011              | 3. IBU-Cup in Obertilliach, 14. Dezember 2011 – 17. Dezember 2011                |
| ----------------------------------------------------------------- | ----------------------------------------------------------------- | -------------------------------------------------------------------------------------- | ------------------------------------------------------------------------------ | -------------------------------------------------------------------------------- |
| Datum                                                             | Disziplin                                                         | Erster Platz                                                                           | Zweiter Platz                                                                  | Dritter Platz                                                                    |
| 14. Dezember 2011 (Mi.)                                           | Staffel (2 × 6 + 2 × 7,5 km)                                      | RusslandAnastassija Sagoruiko Jekaterina Schumilowa Sergei Kljatschin Wiktor Wassiljew | NorwegenMarie Hov Kari Henneseid Eie Jan Olav Gjermundshaug Henrik L’Abée-Lund | ItalienRoberta Fiandino Federica Sanfilippo René-Laurent Vuillermoz Pietro Dutto |

## Kader

### Deutschland
| Name               | Teilnahmen |
| ------------------ | ---------- |
| Fabian Bekelaer    | 6          |
| Matthias Bischl    | 17         |
| Daniel Böhm        | 4          |
| Benedikt Doll      | 17         |
| Peter Hoffmann     | 3          |
| Robin Kiel         | 5          |
| Johannes Kühn      | 9          |
| Erik Lesser        | 11         |
| Johannes Schandl   | 3          |
| Benjamin Thym      | 3          |
| Michael Willeitner | 3          |

| Name                | Teilnahmen |
| ------------------- | ---------- |
| Miriam Behringer    | 13         |
| Sabrina Buchholz    | 4          |
| Juliane Döll        | 12         |
| Anne Domeinski      | 4          |
| Andrea Henkel       | 1          |
| Carolin Hennecke    | 9          |
| Stefanie Hildebrand | 13         |
| Karolin Horchler    | 12         |
| Nadine Horchler     | 11         |
| Janin Hammerschmidt | 3          |
| Maren Hammerschmidt | 17         |
| Nicole Wötzel       | 3          |